# صوفي هوارد
صوفي هوارد (بالإنجليزية: Sophie Howard)‏ هي عارضة بريطانية، ولدت في 24 فبراير 1983 في ساوثبورت ‏ في المملكة المتحدة.